# Núria Albó
Núria Albó i Corrons, née à La Garriga (Espagne) en 1930 est une romancière et poétesse espagnole d'expression catalane.

## Biographie
En 1948 Núria Albó commence à étudier les Lettres à l'université de Barcelone, études qu'elle abandonne. Elle a collaboré avec la revue Inquietud de Vic. Elle est élue maire de La Garriga en 1979.

## Poèmes
- La mà pel front, 1962
- Díptic, 1972 (avec Maria Àngels Anglada)
- L’encenedor verd, 1979

## Livres pour enfants
- Mare, què puc fer?, 1971
- El fantasma Santiago, 1979
- Cucut, 1981
- Mixet, 1984
- Tanit, 1984
- Arfa, 1988
- Natàlia, 1994
- Gina, 1994
- Ariadna, 1996
- Oriol, 1998
- M'ho ha dit el vent, 2001
- Ingrid, 2002

## Romans
- Fes-te repicar, 1979
- Agapi mou, 1980
- Desencís, 1980
- Tranquil, Jordi, tranquil, 1983
- Grills, 1983